# Juan Pedro Pérez-Gómez
Juan Pedro Pérez-Gómez Delaunay (España, siglo XX) es un diplomático español. Es embajador de España en: Camerún (desde 2025)

## Carrera diplomática
Juan Pedro nació en España. Tras licenciarse en Geografía e Historia, completó su formación universitaria con un master en gestión cultural internacional e innovación social. En 2007 ingresó en la carrera diplomática.
Trabajó en las misiones de la Organización para la Seguridad y la Cooperación en Europa (OSCE) en Kosovo y en la localidad albanesa de Vloë (2001-2004).
Ha estado destinado en las Embajadas de España en: Haití y Gabón; en el Consulado General de España en Moscú (Rusia, 2015); y consejero cultural y científico en la embajada de España en Bogotá (Colombia, 2019).
En el Ministerio de Asuntos Exteriores, Unión Europea y Cooperación - MAEUEC (Madrid) trabajó en el Gabinete del ministro Miguel Ángel Moratinos; en la Subdirecciones Generales de Seguridad y Operaciones de mantenimiento de la Paz; de África Subsahariana; y de No Proliferación y Desarme.

## Reconocimientos
- Cruz de Caballero de la Orden de Isabel La Católica.[2]